# Landtagswahlkreis Grafschaft Bentheim
Der Wahlkreis Grafschaft Bentheim ist ein Wahlkreis zur Wahl des niedersächsischen Landtages. Sein Gebiet umfasst mit den Städten Bad Bentheim und Nordhorn, der Gemeinde Wietmarschen sowie den Samtgemeinden Emlichheim, Neuenhaus und Uelsen beinahe den gesamten Landkreis Grafschaft Bentheim. Lediglich die Samtgemeinde Schüttorf gehört zum Landtagswahlkreis Lingen.
Von 1982 bis 1998 hieß der Wahlkreis mit gleichem Gebiet Wahlkreis Nordhorn. 2003 wurde sein Gebiet jedoch stark verkleinert. Die Samtgemeinden wurden dem Wahlkreis Emlichheim zugeordnet, der jedoch nur eine Wahlperiode lang bestand.
Der Wahlkreis gilt als Hochburg der CDU.

## Landtagswahl 2022
Zur Landtagswahl in Niedersachsen 2022 traten im Wahlkreis 79 Grafschaft Bentheim 14 Landeslisten an, davon sechs mit angeschlossenen Direktkandidaturen.
Das Direktmandat erlangte Reinhold Hilbers (CDU) mit 42,0 % der Erststimmen. Über die Landesliste der AfD wurde außerdem Holger Kühnlenz in den Landtag gewählt.
| \| Nr. \| Partei \| Direktkandidatur \| Erststimmen \| Zweitstimmen \| \| --- \| -------------------- \| ------------------ \| ----------- \| ------------ \| \| 01 \| SPD \| Steffen Müller \| 31,2 \| 34,0 \| \| 02 \| CDU \| Reinhold Hilbers \| 41,9 \| 37,1 \| \| 03 \| Grüne \| Theresa Sperling \| 12,1 \| 10,7 \| \| 04 \| FDP \| Thomas Brüninghoff \| 4,3 \| 4,9 \| \| 05 \| AfD Niedersachsen \| Holger Kühnlenz \| 8,0 \| 8,0 \| \| 06 \| Die Linke \| Larissa Sommer \| 2,4 \| 1,8 \| \| 07 \| dieBasis \| \| \| 0,4 \| \| 14 \| Freie Wähler \| \| \| 0,5 \| \| 16 \| Die Humanisten \| \| \| 0,1 \| \| 17 \| Die Partei \| \| \| 0,7 \| \| 18 \| Gesundheitsforschung \| \| \| 0,3 \| \| 19 \| Tierschutzpartei \| \| \| 1,0 \| \| 20 \| Piraten \| \| \| 0,3 \| \| 23 \| Volt \| \| \| 0,3 \| | Landtagswahl 2022 – WK Grafschaft Bentheim(in %) %403020100 34,037,110,74,98,01,81,4 SPDCDUGrüneFDPAfDLinkeSonst.Gewinne und Verlusteim Vergleich zu 2017 %p 6 4 2 0 −2 −4 −6 −8−10+0,7−8,8+4,4−2,1+4,8−1,1± 0,0SPDCDUGrüneFDPAfDLinkeSonst. |                    |             |              |
| Nr. | Partei | Direktkandidatur   | Erststimmen | Zweitstimmen |
| 01 | SPD | Steffen Müller     | 31,2        | 34,0         |
| 02 | CDU | Reinhold Hilbers   | 41,9        | 37,1         |
| 03 | Grüne | Theresa Sperling   | 12,1        | 10,7         |
| 04 | FDP | Thomas Brüninghoff | 4,3         | 4,9          |
| 05 | AfD Niedersachsen | Holger Kühnlenz    | 8,0         | 8,0          |
| 06 | Die Linke | Larissa Sommer     | 2,4         | 1,8          |
| 07 | dieBasis |                    |             | 0,4          |
| 14 | Freie Wähler |                    |             | 0,5          |
| 16 | Die Humanisten |                    |             | 0,1          |
| 17 | Die Partei |                    |             | 0,7          |
| 18 | Gesundheitsforschung |                    |             | 0,3          |
| 19 | Tierschutzpartei |                    |             | 1,0          |
| 20 | Piraten |                    |             | 0,3          |
| 23 | Volt |                    |             | 0,3          |

## Landtagswahl 2017
Zur vorgezogenen Landtagswahl in Niedersachsen 2017 gab es im Wahlkreis 79 Grafschaft Bentheim keine Einzelbewerbungen, aber 15 Landeslisten, davon vier mit angeschlossenen Direktkandidaturen.
Das Direktmandat konnte Reinhold Hilbers (CDU) mit 51,10 % erfolgreich verteidigen. Am 18. Juni 2019 rückte Thomas Brüninghoff (FDP) für Jan-Christoph Oetjen in den Landtag nach. Am 9. November 2021 rückte Gerd Ludwig Will (SPD) für Christos Pantazis in den Landtag nach.
Die Wahlbeteiligung lag mit 64,26 % leicht über dem Landesdurchschnitt von 63,11 %.
| Partei            | Direktkandidatur        | Erststimmen | Zweitstimmen |
| ----------------- | ----------------------- | ----------- | ------------ |
| CDU               | Reinhold Hilbers        | 51,10       | 45,91        |
| SPD               | Gerd Ludwig Will        | 38,05       | 33,28        |
| Grüne             |                         |             | 6,25         |
| FDP               | Thomas Brüninghoff      | 6,70        | 6,95         |
| Die Linke         | Peter Schulz-Oberschelp | 4,15        | 2,93         |
| AfD Niedersachsen |                         |             | 3,25         |
| BGE               |                         |             | 0,04         |
| DM                |                         |             | 0,06         |
| Freie Wähler      |                         |             | 0,10         |
| LKR Niedersachsen |                         |             | 0,01         |
| ÖDP               |                         |             | 0,26         |
| Die Partei        |                         |             | 0,38         |
| Tierschutzpartei  |                         |             | 0,41         |
| Piraten           |                         |             | 0,12         |
| V-Partei³         |                         |             | 0,04         |

## Landtagswahl 2013
Zur Landtagswahl in Niedersachsen 2013 traten im Wahlkreis Grafschaft Bentheim sechs Direktkandidaten an. Direkt gewählter Abgeordneter ist Reinhold Hilbers (CDU). Über die Landesliste zog zusätzlich Gerd Ludwig Will (SPD) in den niedersächsischen Landtag ein. Der Wahlkreis trug die Wahlkreisnummer 79.
| Partei                | Direktkandidat             | Erststimmen | Zweitstimmen |
| --------------------- | -------------------------- | ----------- | ------------ |
| CDU                   | Reinhold Hilbers           | 52,7        | 46,0         |
| SPD                   | Gerd Ludwig Will           | 32,3        | 29,4         |
| FDP                   | Thomas Brüninghoff         | 3,1         | 10,3         |
| Bündnis 90/Die Grünen | Reinhard Prüllage          | 8,3         | 9,1          |
| Die Linke             | Heinz Georg von Wensiersky | 2,1         | 2,1          |
| Piratenpartei         | Hans-Jürgen Schöpping      | 1,5         | 1,9          |
| Freie Wähler          |                            |             | 0,4          |
| NPD                   |                            |             | 0,4          |
| Die Freiheit          |                            |             | 0,2          |
| PBC                   |                            |             | 0,1          |
| Bündnis 21/RRP        |                            |             | 0,1          |

Die Wahlbeteiligung betrug 59,4 %.

## Landtagswahl 2008
Zur Landtagswahl in Niedersachsen 2008 traten im Wahlkreis Grafschaft Bentheim sieben Direktkandidaten an. Direkt gewählter Abgeordneter ist Reinhold Hilbers (CDU).
| Partei                     | Direktkandidat          | Erststimmen | Zweitstimmen |
| -------------------------- | ----------------------- | ----------- | ------------ |
| CDU                        | Reinhold Hilbers        | 55,6        | 54,3         |
| SPD                        | Gerd Ludwig Will        | 27,9        | 26,5         |
| FDP                        | Ingrid Niehaus          | 4,9         | 7,2          |
| Die Linke                  | Herbert Ranter          | 5,1         | 5,0          |
| Bündnis 90/Die Grünen      | Andreas Langlet         | 4,8         | 4,4          |
| NPD                        | Stephan Riesel          | 0,8         | 0,9          |
| Freie Wähler Niedersachsen | Harald Konrad-Hammersen | 0,9         | 0,5          |
| Mensch Umwelt Tierschutz   |                         |             | 0,4          |
| Familien-Partei            |                         |             | 0,4          |
| PBC                        |                         |             | 0,2          |
| ÖDP                        |                         |             | 0,1          |
| Ab jetzt                   |                         |             | 0,1          |
| Die Friesen                |                         |             | 0,1          |
| Die Grauen                 |                         |             | 0,1          |